# Мицик Вадим Федорович
Мицик Вадим Федорович (12 серпня 1940, с. Вишнопіль Тальнівського району Київської, нині Черкаської області — 6 серпня 2023, м. Тальне) — етнолог, археолог та музеєзнавець. Син Федора, брат Мирослава Мициків. Доктор філософії у галузі культурології (2008), професор (2008). Заслужений працівник культури України (2006).

## Творча біографія
Середню освіту здобув у с. Оксанина на Уманщині, а професію садівника — у Млієві. Закінчив факультет фізичного виховання Черкаського педагогічного інституту (1967). Працював вчителем у школі № 8 м. Умані (1962—1964).
Мріяв стати журналістом, навчався з 1964 року в Київському університеті. Зазнав політичних утисків: 1965 відрахований з факультету журналістики Київського університету; 1973 позбавлений права працювати у журналістиці, освіті, культурі.
З грудня 1965 по червень 1973 працював журналістом газети «Колос» (м. Тальне), згодом — у редакції газети міст Жашків (Черкаська обл.). Був інструктором Звенигородського автопідприємства.
Створив 7 музеїв, зокрема Тальнівський музей історії хліборобства (директор від 1985). Видавав тальнівську газету «Світовид» (1991–95), «Звенигора» (1995–96). Понад 20 років брав участь у розкопках міст та селищ трипільської культури. Автор низки статей про трипільців-хліборобів.
Пішов з життя 5 серпня 2023 року в м. Звенигородка.

## Творчий доробок
Упорядкував альбом «Писанки Черкащини» (1992; 2007), кн. «Я горю вогнем кохання: Листи Ф. Мицика та І. Баранюк (Мицик)» (2011), «Зажинок: Красне письменство Тальнівщини» (2015), «Мудрі слова Матвія Шестопала» (2016; усі — Київ).

## Основні твори
Свята Сонячного циклу. К., 1991; Ялинине райце. Тальне, 1992; Міста Сонця. Тальне, 1993; Каша — мати наша. К., 2002; Воїнська могила. К., 2005; Син Землі і Сонця (художнє хлібопечення). К., 2005; Священна країна хліборобів. Міста і селища Трипільської цивілізації у міжріччі Південного Бугу — Дніпра та околиць. К., 2005; Вишне поле. Творчість одного села. К., 2005; Мициківська левада. К., 2006; За законом Світового ладу. Трипільська цивілізація і світогляд українського народу. К., 2007; Мирослав Мицик. Життя горіння: Літ.-крит. нарис про поета Ф. Мицика. К., 2007; Голодовка на Тальнівщині. К., 2008; Виднокрай: Історія Тальнівщини в людях, подіях та експонатах музею. К., 2010; З добрими людьми по чесній дорозі. К., 2013; Родина на Майдані. К., 2014; Незнищимість. К., 2015; Фольклористика Матвія Шестопала. К., 2016.

## Відзнаки, нагороди
Премії: імені В. Хвойки (1993), Черкаська обласна імені М. Максимовича (1995), літературно-мистецька імені І. Нечуя-Левицького Українського фонду культури (2012).
Почесний громадянин Тального.